# Gunnera herteri
Gunnera herteri là một loài thực vật có hoa trong họ Dương nhị tiên. Loài này được Osten mô tả khoa học đầu tiên năm 1932.